# 윤봉우
윤봉우(尹奉佑, 1982년 2월 13일 ~ )는 대한민국의 남자 배구 선수이며, 국가대표 및 서울 우리카드 위비 소속의 주전 센터이다. 스파이크 높이는 342cm, 블로킹 높이는 330cm이다.

## 약력
윤봉우는 목포청호중학교 2학년 때부터 배구를 시작하였다. 벌교제일고등학교를 졸업하고 한양대학교에 입학하여 한양대학교가 2002년 대학배구 연맹전 3차 대회 우승을 차지하는 데 기여하기도 했다. 그는 점프력이 뛰어나 한때 부산 아시안 게임 대표 선수에 선발되기도 했다.(후에 방신봉 선수와 교체되었다)
2002년에 그는 한양대학교 3학년 재학 도중에 현대캐피탈 배구단에 입단하였다. 당시 다른 실업팀이 그를 눈여겨 봐왔는데, 현대캐피탈이 좋은 조건을 제시하며 그를 스카우트 한 것이다. 그는 입단 초기에는 삼성화재(현 대전 삼성화재 블루팡스)의 독주로 그다지 눈에 띄는 활약을 보이지 못했지만, 김호철 감독이 부임하고 프로 리그가 출범하면서 서서히 두각을 드러내기 시작하였다. 그는 팀 동료인 이선규에 비하면 그다지 많은 활약을 펼치는 선수가 아닌 것처럼 보이지만 고비 때마다 속공과 블로킹을 기록하는 선수이다.
2006년 도하 아시안 게임에 국가 대표 선수로 출전하여 금메달을 따는 데 기여하였고, 잠시 대표팀에서 제외되기도 했지만 2007년에는 월드리그 도중 대표팀 라이트 공격수인 박철우가 핀란드와의 경기를 치르기 위해 헬싱키로 가던 도중 갑작스런 기흉 증세를 보이며 도중 하차하자 박철우를 대신하여 다시 대표팀에 합류하였다.
2016년 이후 한국전력 우상조와 1대1 트레이드에 합의했다.
수원 한국전력 빅스톰으로 이적 후 주전으로 활약하다, 센터가 시급했던 서울 우리카드 위비로 2018년 10월 1일에 트레이드 되었다.
2020년7월 일본 나고야 울프독스 로 이적을 하게 된다. 한국 프로 남자선수로써는 최초이며, 2021년 6월에 선수 생활을 마감하게 되었다.

## 수상 경력
- 2001년 슈퍼 세미프로리그 남자 대학부 블로킹상

## 2008~2009 시즌
윤봉우는 팀 동료인 이선규 못지않게 정교한 블로킹을 자랑하는 선수이다. 하지만 이선규에 비하면 서전트 점프가 낮은 편이다. 그럼에도 불구하고 윤봉우는 "자다가도 상대 선수가 생각나면 PMP(Portable Media Player; 휴대용 미디어 플레이어)에 저장한 경기를 꺼내 본다"고 말할 정도로 치밀하게 분석하였다. 그 결과 2008~2009 시즌 2라운드부터 이선규를 추월하였고, 2008년 12월 9일 수원 KEPCO 45전에서 한 경기 10개의 블로킹 기록을 세웠다. 덕분에 윤봉우는 예상을 깨고 블로킹 1위를 달리고 있었으나 7라운드 마지막 경기인 신협상무와의 경기를 앞두고 이선규와 이전까지의 출전한 104세트에 블로킹 개수가 91개로 같았고, 마지막까지 블로킹 1위 싸움이 벌어졌지만, 이선규 선수가 마지막 경기에서 블로킹 7개를 성공시키는 반면 윤봉우는 블로킹 1개를 기록하는 바람에 아깝게 블로킹상을 놓치고 말았다.
2009년 3월 1일 천안유관순체육관에서 열린 대전 삼성화재 블루팡스와의 경기에서는 블로킹을 성공시킨후 상대 코트를 향해 세레모니를 펼쳤는데, 이에 화가 난 대전 삼성화재 블루팡스 신선호 선수가 현대캐피탈 코트로 넘어와서 얼굴을 붉히는 일촉즉발의 상황이 벌어지기도 했다. 이에 윤봉우와 신선호 두 선수는 경고를 받을 정도로 신경전을 벌였지만, 신치용 대전 삼성화재 블루팡스 감독과 김호철 천안 현대캐피탈 스카이워커스 감독이 하이파이브를 하면서 사태는 수습되었다.

## 2009~2010 시즌
윤봉우는 2009년 11월 3일에 천안유관순체육관에서 열린 개막전 첫 경기인 인천 대한항공 점보스 전에서 팀이 5세트까지 가는 접전 끝에 승리하는 데 큰 기여를 했는데, 이 날 경기에서 한 경기 최다 블로킹 타이 기록(종전 기록: 2006~2007시즌 당시 구미 LIG손해보험 그레이터스 방신봉이 세운 11개)을 세우며 KBS N sports에서 선정한 최고 수훈 선수가 되었다.